# 黄御嫔
黃御嬪（？—1556年），名失考，順天府大興縣人。錦衣衛百戶黃偉之妹，明朝明世宗朱厚熜之嬪。

## 生平
嘉靖三十五年（1556年）四月十五日，「未封嬪黃氏」去世，賜封為御嬪，喪祭如例。嘉靖三十六年（1557年）六月初三日，趙婉嬪薨逝，喪禮依照「常嬪黃氏」之例舉行。由於薨於趙氏之前的世宗未封妃嬪即為黃御嬪，於是有學者認為此處本應寫為御嬪黃氏，但是被誤寫為常嬪黃氏。根據《太常續考》的記載，黃御嬪與耿平妃、吳定妃、李順妃、王懷妃、張安妃、王懷嬪、趙宛嬪、馬常嬪於金山合葬同一墓，葬地位於西山紅石口。嘉靖三十八年（1559年）四月初七日，授御嬪黃氏之兄大興縣平民黃偉為錦衣衛百戶，並且給予房價銀一千二百兩。